# Marquinhos (fotbollsspelare född 2003)
Marcus Vinicius Oliveira Alencar, född 7 april 2003 i São Paulo i Brasilien, känd som Marquinhos, är en brasiliansk fotbollsspelare som spelar för Cruzeiro, på lån från Premier League-klubben Arsenal.

## Karriär
Marquinhos spelade som junior i São Paulo och gjorde även sin A-lagsdebut i klubben. I juni 2022 värvades han av Arsenal för en summa av 37 miljoner kronor. Den 31 januari 2023 lånades Marquinhos ut till Championship-klubben Norwich City på ett låneavtal över resten av säsongen 2022/2023. Den 12 augusti 2023 lånades han ut till franska Nantes på ett säsongslån. Den 15 februari 2024 lånades han ut till Fluminense. Den 9 januari 2025 lånades Marquinhos ut till Cruzeiro.